# Dia Nacional de la República de la Xina
El Dia Nacional de la República de la Xina, també anomenat com el Dia del Doble Deu o Dia del Doble Dècim, és una festivitat nacional celebrada principalment a la República de la Xina cada 10 d'octubre. Se celebrava a la Xina continental també fins a 1949, amb la finalitat de la guerra civil xinesa. En aquesta es commemora l'inici de l'aixecament de Wuchang del 10 d'octubre de 1911 perquè va suposar el col·lapse de la dinastia Qing i la constitució de la República de la Xina l'1 de gener de 1912.
Amb l'expulsió del govern nacionalista de la xina continental, la festivitat se celebra en els territoris controlats per aquest i per algunes comunitats xineses ultramarines.

## Celebració a Taiwan

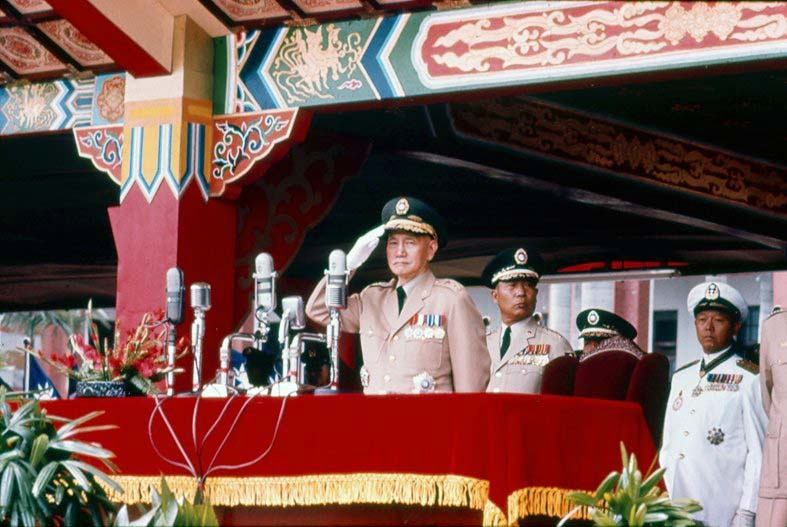
L'antic president de Taiwan Chiang Kai-shek el 1966.

Durant la constitució de la República de la Xina, Taiwan o l'illa de Formosa, portava sota control japonès des de 1895. No seria fins a la capitulació de l'Imperi del Japó el 1945 que l'illa tornaria sota control de la República Xinesa. Des d'aquest succés, començaria a celebrar-se aquesta festivitat a l'illa.
A Taiwan, la celebració s'inicia hissant la bandera nacional davant del Palau presidencial de Taipei, mentre s'escolta l'himne nacional de la República de la Xina. Tot seguit es produeix una desfilada militar. Aquest dia també es realitzen actes relacionats amb la cultura xinesa o dels aborígens taiwanesos, com la dansa del lleó o l'ús d'instruments i ritmes autòctons. Més endavant, el president de la República de la Xina dona un discurs a la nació i es llancen focs artificials.
Rares vegades no s'ha celebrat aquest esdeveniment. El 2009, per exemple, es va anul·la la seva celebració per destinar el cost d'organització del festival (uns 70 milions de nous dòlars taiwanesos) a sufragar els danys causats pel Tifó Morakot.

### Desfilada Militar
En el passat, les Forces armades de la República de la Xina eren les que tradicionalment desfilaven. Durant aquesta, les tropes i altres vehicles blindats marxaven davant del Palau presidencial de Taipei. Normalment, ambaixadors, oficials i altres representants són convidats a la desfilada. Seguit de l'himne i de disparar 21 salves d'artilleria, el comandant de la desfilada es dirigirà cap al president per a demanar-li permís per a iniciar la desfilada pròpiament dita. Fins a 1975, el president també passava revista a les formacions sobre un vehicle. El discurs final ocorre quan el president es dirigeix a la nació i les tropes es col·loquen al mig de la carretera.

## Celebració fora de Taiwan

### Xina Continental
Des que el Partit Comunista de Xinès va prendre el control de la xina continental el 1949, el 10 d'octubre se celebra l'aniversari de la Revolució de Xinhai. De totes maneres, els reductes de persones fidels a l'anterior govern van continuar celebrant-lo en la clandestinitat.

### Hong Kong i Macau
A Hong Kong celebraven el Dia Nacional de la República de la Xina fins que el govern de Regne Unit va tallar les relacions diplomàtiques amb la República de la Xina en favor del reconeixement de la República Popular de la Xina el 1950. D'altra banda, la ex-colònia portuguesa de Macau ho va continuar celebrant fins al 1979, data en la qual Portugal va reconèixer al govern de Pequín.
Encara que en totes dues colònies deixessin de celebrar de manera oficial aquest dia, els que feien costat al govern taiwanès continuarien mostrant la bandera del país aquell dia, i els diferents organismes diplomàtics situats en tots dos territoris donarien suport a iniciatives privades per a fomentar el festeig d'aquest. A partir de 1997 a Hong Kong i 1999 a Macau, es prohibiria el mostrar de manera pública la bandera de la República Popular de la Xina.
En l'actualitat, totes dues regions administratives especials celebren el mateix que la xina continental, la Revolució de Xinhai.

### Altres països
Altres comunitats xineses d'altres països van tenir un rol important per al derrocament de la dinastia Qing mitjançant el finançament del moviment del fundador de la República de la Xina, Sun Yat-sen. Per això altres comunitats, com en les Chinatowns de San Francisco o Chicago, continuen celebrant-ho cada any.